# Avex
La Corporación avex (エイベックス・グループ・ホールディングス株式会社 Avex Group. Holdings Inc.?) es una de las grandes empresas de software musical de Japón, situada en Minato al interior de Tokio. Es la empresa principal de avex group, y el origen de su nombre proviene de la frase audio visual expert
El 1 de octubre del año 2004 la alianza de la compañía cambió su nombre a Avex Group Holdings Inc., y simultáneamente también fue creada su propia empresa de relaciones públicas avex entertainment inc.. La cabeza de la empresa es el productor Masato "Max" Matsuura.
La empresa posee numerosos discográficas y sellos dentro de ella misma, y también aloja a numerosos artistas, varios de ellos convirtiéndose en grandes éxitos dentro de Japón. La cantante del sello Ayumi Hamasaki ha ganado el premio de mejor artista del año en los Japan Record Awards desde el 2001 al 2003 de forma consecutiva, y el 2005 lo ganó la cantante Kumi Kōda

## Historia
La historia de Avex Trax se remonta a 1988, año en que su creador Masato Matsuura abre una distribuidora de CD llamada AVEX D.D. Inc. En septiembre de 1990 abre oficialmente el avex trax el sello disquero (el más grande de la empresa), y principalmente se dedicaron a la producción y lanzamiento de música dance, en especial el eurobeat que es bastante popular en Japón.
Dentro de los años 90s el sello fue ganando más fama y fue haciéndose de los artistas que años más tarde dominarían todos los charts en popularidad y ventas como Ayumi Hamasaki (artista que es considerada el ancla económica del sello debido a las increíbles ventas que ha logrado alcanzar), Namie Amuro, Every Little Thing o globe.
En 1999 el sello se expandió al área de la música para animes creando el subsello Avex Mode, especialmente dedicado a la producción y creación de bandas sonoras para series.
El año 2001 el sello abrió su propia academia para buscar nuevos talentos para más tarde convertirlos en grandes estrellas: el establecimiento se llama Avex Artist Academy y se encuentra actualmente en Tokio. El año 2002 se empezó a producir CD en formatos Copy Control para aumentar la seguridad entre los discos y combatir a la piratería.

## Discográficas
- avex-CLASSICS
- avex trax
- avex tune
- avex globe
- avex io
- cutting edge
  - motorod
  - avex ideak
  - JUNK MUSEUM
  - nakedrecords
- rhythm zone
- rhythm republic
- SONIC GROOVE
- avex mode
- binyl records
- LOVE LIFE RECORDS
- えんか!!えいべっくす - 東京プリン専用
- RytheMedia Tribe
- Vellfare Records
- HI-BPM STUDIO
- MODE99
- D-FORCE